# Otava Yo
Otava Yo (Отава Ё) est un groupe folklorique russe de Saint-Pétersbourg formé en 2003. En russe otava signifie le regain, l'herbe qui repousse dans les prairies après la fauche. Ё est la septième lettre de l'alphabet russe menacée de disparition et que les musiciens du groupe cherchent à préserver).
Ils définissent leur style comme Beat russe et RnB russe gothique.

## Historique
Initialement Otava Yo était un projet secondaire des membres des groupes « Reelroadъ » (Alexeï Belkin et Alexeï Skosyrev) et « Skazy lesa » (Dmitry Shikhardin et Petr Sergueev). Les musiciens ont acquis une notoriété grâce à leurs concerts de rue. Le titre de leur premier album paru en 2006, A la pharmacie (en traduction française), fait référence à un de leurs lieux de représentation préférés, près de la pharmacie homéopathique de la Perspective Nevski à Saint-Pétersbourg. Ils jouaient au début principalement de la musique celtique.
Après la sortie en 2009 de leur deuxième CD, Il était une fois, qui réunit des chansons et mélodies du folklore russe et populaires, le groupe a été invité au festival Ollin Kan au Mexique. A cette occasion les musiciens ont créé leur tenue de scène originale combinant marcels et chapkas, d'après une idée de Maxime Drozdov, photographe et cadreur (qui a reçu notamment le prix Nika en 2009).
À partir de 2010 le groupe produit des clips vidéo. Les deux premiers clips ont été filmés par les musiciens eux-mêmes. Mais depuis le Balayeur, un cadreur professionnel participe au tournage. Par la suite Alexeï Belkin s'est associé avec Vsevolod Alekhine, le monteur vidéo des clips d'Otava Yo, pour produire des vidéos. Alexeï Belkin en parle ainsi : « En deux mots – j'invente l'idée et l'essence d’un clip et ensuite avec Seva [Alekhine] nous passons aux aspects techniques de la production du clip. D'ailleurs tous les membres du groupe participent plus ou moins à ce processus. Finalement la production s’avère très artisanale, ce qui serait probablement impossible à obtenir si nous engagions tout simplement un réalisateur professionnel. Ce qui en résulte nous ressemble vraiment ».
En 2018 Otava Yo a lancé un projet « Zelenka » (« Зелёнка ») sur YouTube conçu comme une série d'émissions auxquelles sont invités les amis musiciens d'Otava Yo, avec lesquels Otava Yo joue en direct leurs chansons.
En mars 2022, le groupe annule plusieurs concerts, comme à Riazan, du fait de l'invasion de l'Ukraine par la Russie, déclarant qu'ils ne peuvent pas « continuer à jouer de la musique amusante depuis la scène parce que nous ne nous amusons pas du tout ». Une tournée prévue en Allemagne est également annulée.

## Membres
- Alexeï Belkin – voix, cornemuse, gousli, zhaleïka
- Alexeï Skosyrev – voix, guitare  acoustique
- Dmitry Shikhardin – voix, violon
- Yulia Usova – voix, violon (depuis 2011)
- Peter Sergeev – grosse caisse
- Vassily Telegin - guitare basse (depuis 2018)
- Denis Nikiphorov (depuis 2018, jouait avant à « Reelroadъ »)
- Lina Kolesnik – violon (remplace Youlia Usova pendant son congé maternité depuis fin 2018)
- Natalya Vysokikh – violon (ancien membre de 2003 à 2011)
- Timur Sigidin – guitare basse (ancien membre de 2009 à 2018)

## Albums
Tous les titres, en russe, ont ici été traduits en français.
- 2006 — A la pharmacie
- 2009 — Il était une fois
- 2011 — Noël
- 2013 — Quelles chansons !
- 2015 — Les meilleures chansons 2006—2015 (CD + DVD)
- 2015 — Donnez-moi un petit temps d’être joyeux ! (CD + DVD)
- 2018 — Aimes-tu ?

## Vidéos
- Dima et Pétya (2010)
- Ivan Groove (2012)
- Balayeur (2012)
- Quelles chansons ! (2014)
- Soumetskaya (2015)
- Ivan-petite écrevisse (2016)
- Oh, Doussia, Oh, Maroussia (2017)
- A la petite rivière (2018)
- Sur la haute colline (2018)
- Un chat a quatre pattes (2020)
- Les filles ont semé du lin (2020)
- Timonia (2021)

## Activités
Otava Yo se produit régulièrement en Russie et dans une trentaine de pays.
Otava Yo donne aussi des concerts pour enfants, très appréciés des petits et des grands, au point que les musiciens ont acquis le surnom  de « rois des quatre ans ».
Le groupe participe à plusieurs festivals folk dans différents pays, entre autres « Дикая Мята » (« Menthe sauvage », Moscou), « WOMAD », « Мир Сибири » (« Monde de la Sibérie »), « Kaustinen folk festival » (Finlande), l'exposition « WOMEX-2014 ».
Trois musiciens du groupe : Alexeï Belkin, Alexeï Skosyrev et Dmitriy Shikhardine jouent aussi dans un spectacle de marionnettes, Comment un héron demande une grue en mariage (d'après un conte russe)[réf. nécessaire].

## Récompenses
En 2012 le clip Ivan Groove a été en tête du World music Network's October 2012 Videos Chart.
En 2015 le clip Soumetskaya tourné avec la participation de « Bouza » (groupe perpétuant la tradition du combat aux poings russe) et publié sur YouTube, était à la tête du World Music Network's February 2015 Videos Chart.
Le clip Oh, Doussia, oh Maroussia a reçu le premier prix en 2017 au NYC Indie Film Award, au Film Festival international de Maykop, aux Russian World Music Awards, et en 2018 au Beliff London International Film Festival dans la catégorie « Meilleure vidéo musicale ». 
Le clip Sur la haute colline a reçu le premier prix en 2018 aux Los Angeles Film Awards dans la catégorie « Meilleure vidéo musicale », et en 2019 aux California Music Video Awards dans la catégorie « Meilleures vidéo en langue étrangère ».
En juin 2020 le clip Un chat a quatre pattes est finaliste du festival Paris Play Film Festival dans la catégorie « Best Music Video ».
En mars 2021 le clip Timonia a reçu le premier prix dans la catégorie « Meilleure vidéo musicale » au Motion Picture Film Award.

## Otava Yo en France
En 2010, le groupe a participé au festival des Traversées Tatihou à Saint-Vaast-la-Hougue. À la suite de son succès lors de ce festival, Otava Yo a été invité à faire une tournée en France, ce qui s'est réalisé en 2012 (5 villes en Normandie).
En 2016, Otava Yo a participé au festival du bout du monde en Bretagne.
Otava Yo a donné en 2017 un concert au Palace de Montataire dans l'Oise[réf. nécessaire].
En 2018, Otava Yo a participé au festival L'air du Large de Buguélès